# Alpinia japonica
Alpinia japonica är en enhjärtbladig växtart som först beskrevs av Carl Peter Thunberg, och fick sitt nu gällande namn av Friedrich Anton Wilhelm Miquel. Alpinia japonica ingår i släktet Alpinia och familjen Zingiberaceae. Inga underarter finns listade i Catalogue of Life.